# 火绒草
火绒草（学名：Leontopodium leontopodioides）是菊科火绒草属的植物。分布在日本、俄罗斯、朝鲜、蒙古以及中国大陆的山东、山西、辽宁、甘肃、黑龙江、新疆、内蒙古、河北、陕西、吉林、青海等地，生长于海拔100米至3,200米的地区，多生长在干旱草原、黄土坡地、山区草地、石砾地或湿润地。